# Григорьевка (Пензенская область)
Григо́рьевка — село Мачинского сельсовета Тамалинского района Пензенской области. На 1 января 2004 года — 132 хозяйства, 385 жителей.

## География
Село расположено на северо-востоке Тамалинского района, на границе с Белинским районом. Расстояние до районного центра пгт. Тамала — 34 км.

## История
По исследованиям историка-краеведа М. С. Полубоярова, село образовано на речке Няньге, притоке реки Чембар, в середине XVIII века капитаном Григорием Никитичем Спицыным и называлось Спициными Хуторами. В 1899 году построена церковь во имя Николая Чудотворца. В 1896 году входило в Полянскую волость Чембарского уезда, в 1955 году — Плетнёвского сельсовета Свищёвского района, в 1966 году — Плетнёвского сельсовета Тамалинского района. До 2010 года — центр Григорьевского сельсовета. Согласно Закону Пензенской области № 1992-ЗПО от 22 декабря 2010 года передано в Мачинский сельский совет.
В 50-х годах XX века располагался колхоз имени Г. М. Маленкова.

## Численность населения
| 1864 | 1896 | 1911 | 1926 | 1930 | 1939 | 1959 |
| ---- | ---- | ---- | ---- | ---- | ---- | ---- |
| 232  | ↗338 | ↗516 | ↗636 | ↘592 | ↘437 | ↘274 |
| 1979 | 1989 | 1996 | 2002 | 2010 |      |      |
| ↗329 | ↗384 | ↘374 | ↘373 | ↘292 |      |      |

## Улицы
- Восточная;
- Заречная;
- Молодёжная;
- Садовая;
- Северная;
- Транспортная;
- Центральная;
- Центральная площадь.

## Инфраструктура
В селе имеются: почта, телефон, основная школа, фельдшерско-акушерский пункт, филиал Сбербанка России.